# Òtar Taktakixvili
Òtar Taktakixvili (georgià: ოთარ თაქთაქიშვილი)  (Tbilisi, 27 de juliol de 1924 - Tbilisi, 21 de febrer de 1989) va ser un compositor georgià.

## Biografia
Taktakixvili va començar la seva formació musical el 1938 a l'escola de música de Tbilisi. El 1942 es va traslladar al conservatori local per estudiar composició amb Sarguís Barkhudarian fins al 1947. Es va fer un nom com a compositor quan encara era estudiant. El 1947 va anar primer a l'Orquestra Estatal de la RSS de Geòrgia, on va treballar com a director fins al 1952 i després com a director fins al 1956. Mentrestant, Taktakixvili s'havia establert no només com a compositor nacional georgià, sinó també com un important compositor soviètic. El 1959 va ser nomenat professor del Conservatori de Tbilisi i va ser el seu director de 1962 a 1965. El 1966 va ser professor. Taktakixvili va ocupar càrrecs a les associacions de compositors georgians i soviètics. De 1965 a 1984 va ser ministre de Cultura de Geòrgia. Ha aparegut en diverses ocasions internacionalment com a director, principalment d'obres pròpies. Taktakixvili va rebre nombroses medalles i premis; ell era, entre altres coses, tres vegades guanyador del premi estatal i guanyador de l'Orde de Lenin.

## Estil
La base de l'obra de Taktakixvili és la música popular georgiana, de la qual es basa en termes de melodia, harmonia i ritme. De vegades, fins i tot s'imiten instruments musicals populars. Taktakixvili es mou en el marc d'una tonalitat de color modal, que es caracteritza per canvis bruscos de tonalitat. Les seves primeres obres es caracteritzen en alguns llocs per un gran pathos i segueixen les directrius del realisme socialista. El seu llenguatge tonal és molt tradicional i es basa principalment en la música del segle XIX. Les seves obres compostes a partir de mitjans dels anys setanta semblen més introvertides i harmònicament més lliures, però es mantenen clarament tonals. També es poden veure trets neoclàssics, especialment en les seves obres posteriors. Va tenir un gran èxit durant la seva vida; la seva òpera Mindia va ser considerada, com una de les òperes georgianes més importants. Va ser celebrat com el compositor nacional de Geòrgia i tenia una reputació internacional. Avui, però, la seva música és força desconeguda.

## Selecció d'obres
- 1949 – Simfonia núm. 1
- 1950 – Samgori, poema simfònic
- 1951 – Concert per a piano i orquestra núm. 1
- 1953 – Simfonia núm. 2
- 1955 – Concertino per a violí i petita orquestra
- 1956 – Mtsiri, poema simfònic
- 1961 – Mindia, òpera
- 1962 – La roca i el rierol, poema per a veu i orquestra
- 1963 – La recompensa, òpera
- 1963 – Sonata per a flauta i piano
- 1973 – Gurijskije pesni, per a 8 veus d’homes, cor mixt i orquestra
- 1987 – Sonata per a violoncel i piano

## Premis
- 1951 i 1952; Premi Stalin[2]
- 1958; Orde de la Bandera Roja del Treball[2]
- 1966; Premi Lenin[2]
- 1967; Premi Estatal de l'URSS[2]
- 1974; Artista del Poble de l'URSS (arts escèniques)[2]
- 1982; Premi Lenin[2]